# Premio Castilla y León de la Restauración y Conservación del Patrimonio
El Premio Castilla y León de la Restauración y Conservación del Patrimonio se otorgó por primera vez en 2001 y dejó de darse en 2016 para ser absorbido en el Premio Castilla y León de las Artes.

## Lista de galardonados
Desde la creación del premio, han sido galardonados:
| Año  | Premiado                                   |
| ---- | ------------------------------------------ |
| 2001 | Luis del Olmo                              |
| 2002 | Sebastián Battaner Arias                   |
| 2003 | Carlos Elorza Guinea                       |
| 2004 | Fundación Santa María la Real              |
| 2005 | Carlos Muñoz de Pablos                     |
| 2006 | José Javier Rivera Blanco                  |
| 2007 | Miguel Manzano Alonso                      |
| 2008 | Asociación Colección de Arte Contemporáneo |
| 2009 | Concepción Casado Lobato[3]                |
| 2010 | Eloísa García de Wattenberg[4]             |
| 2011 | Enrique Baquedano Pérez                    |
| 2012 | Germán Delibes de Castro                   |
| 2013 | Ángel Sancho Campo[5]                      |
| 2014 | Ismael Fernández de la Cuesta[2]           |
| 2015 |                                            |